# Protopelagonemertes hubrechti
Protopelagonemertes hubrechti är en djurart som tillhör fylumet slemmaskar, och som först beskrevs av Brinkmann 1917.  Protopelagonemertes hubrechti ingår i släktet Protopelagonemertes och familjen Protopelagonemertidae. Inga underarter finns listade i Catalogue of Life.